# Мишкинский район (Курганская область)
Мишкинский район — административно-территориальная единица (район) в Курганской области России. В рамках организации местного самоуправления в границах района существует муниципальное образование Мишкинский муниципальный округ (с 2004 до 2021 гг. — муниципальный район).
Административный центр — посёлок городского типа Мишкино.

## География
Район расположен в западной части Курганской области и граничит с Альменевским, Шумихинским, Шадринским, Каргапольским, Юргамышским, Куртамышским районами области. С запада на восток район пересекают железнодорожная и автомобильная магистрали Курган — Челябинск.
Основные реки района — Миасс с притоками и Юргамыш. В районе большое число озёр, наиболее крупные из них — Таволжаное, Чесноково, Куликово, Большой Ильдяш, Корабельное, Дубровное.

## История

### 1923—1963 годы
На основании постановления ВЦИК от 3 ноября 1923 года и Декрета ВЦИК от 12 ноября 1923 года в составе Челябинского округа Уральской области образован Мишкинский район с центром в селе Мишкино из Бутырской, Введенской, Иванковской, Карасинской, Маслейской Мишкинской, Петуховской и части Птичаннской волостей Челябинского уезда Челябинской губернии. В состав района вошли 23 сельсовета: Бутырский, Введенский, Вилкинский, Гладышевский, Иванковский, Карасинский, Лешаковский, Логоушинский, Маслинский, Маякский, Окуневский, Островнинский, Пестовский, Петуховский, Речкаловский, Рождественский, Сладко-Карасинский, Субботинский, Такташинский, Фоминский, Хохловский, Щучанский.
В 1924—1925 годах упразднены Вилкинский, Лешаковский, Окуневский и Фоминский сельсоветы.
Постановлением Президиума Уралоблисполкома от 15 сентября 1926 года Иванковский сельсовет перечислен в Воскресенский район; образован Быдинский сельсовет с одновременной передачей его в Юргамышский район.
Постановлением ВЦИК от 20 апреля 1930 года из упраздняемого Воскресенского района перечислены Варлаковский, Воскресенский, Гагановский, Дубровинский, Кочегаровский, Купайский, Мокрушинский, Плотниковский, Сартасовский, Соколовский, Троицкий, Черноярский и Шаламовский сельсоветы; из Долговского района перчислены Коровинский, Мыркайский и Сосновский сельсоветы; в Шумихинский район перечислены Петуховский и Субботинский сельсоветы.
В 1930 году образован Лебяжьевский сельсовет.
Постановлением ВЦИК от 17 января 1934 года район включён в состав Челябинской области.
Постановлением ВЦИК от 18 января 1935 года во вновь образованный Кировский район перечислены Варлаковский, Гагановский, Дубровинский, Иванковский, Кировский (бывш. Воскресенский) Кочегаровский, Купайский, Маякский, Мокрушинский, Плотниковский, Сартасовский, Соколовский, Троицкий, Черноярский и Шаламовский сельсоветы
В 1936 году образован Благовещенский сельсовет.
Указом Президиума Верховного Совета СССР от 6 февраля 1943 года район включён в состав Курганской области.
Указом Президиума Верховного Совета РСФСР от 12 января 1944 года село Мишкино отнесено к категории рабочих посёлков.
Постановлением серетариата Президиума Верховного Совета РСФСР от 27 ноября 1947 года Мишкинский сельсовет упразднён.
Указом Президиума Верховного Совета РСФСР от 14 июня 1954 года упразднены Гладышевский, Пестовский, Речкаловский, Сосновский, Хохловский и Щучанский сельсоветы.
Решением Курганского облисполкома от 19 февраля 1958 года Благовещенский сельсовет переименован в Совхозный сельсовет.
Решением Курганского облисполкома от 16 ноября 1960 года упразднён Такташинский сельсовет, Бутырский сельсовет переименован в Гладышевский сельсовет.
Решением Курганского облисполкома от 30 июля 1962 года упразднены Лебяжьевский, Логоушинский и Совхозный сельсоветы, образован Краснознаменский сельсовет.
Указом Президиума Верховного Совета РСФСР от 1 февраля 1963 года Мишкинский район упразднён, его сельсоветы перечислены в укрупненный Шумихинский сельский район.

### 1964—1965 годы
Указом Президиума Верховного Совета РСФСР от 3 марта 1964 года образован Мишкинский сельский район с центром в р.п. Мишкино. В его состав вошли Варлаковский, Введенский, Вилкинский, Гладышевский, Гороховский, Иванковский, Карасинский, Кипельский, Кировский, Кислянский, Коровинский, Краснознаменский, Купайский, Малобеловодский, Маслинский, Медвежьевский, Мокрушинский, Мыркайский, Островнинский, Островской, Первомайский, Петровский, Рождественский, Скоблинский, Таловский, Чинеевский и Шаламовский сельсоветы, Мишкинский и Юргамышский поссоветы.
Решением Курганского сельского облисполкома от 27 апреля 1964 года упразднён Медвежьевский сельсовет.
Решением Курганского сельского облисполкома от 18 мая 1964 года упразднён Мокрушинский сельсовет.
Решением Курганского сельского облисполкома от 20 июля 1964 года упразднён Варлаковский сельсовет.

### С 1965 года
Указом Президиума Верховного Совета РСФСР от 12 января 1965 года Мишкинский сельский район преобразован в Мишкинский район
Решением Курганского облисполкома от 17 мая 1965 года образован Восходский сельсовет.
Указом Президиума Верховного Совета РСФСР от 3 ноября 1965 года во вновь образованный Юргамышский район перечислены Вилкинский, Гороховский, Карасинский, Кипельский, Кислянский, Малобеловодский, Островской, Петровский, Скоблинский, Чинеевский сельсоветы, Юргамышский поссовет.
Решением Курганского облисполкома от 9 ноября 1965 года образован Варлаковский сельсовет, упразднён Таловский сельсовет, из Каргапольского района перечислены Дубровинский и Новопесковский сельсоветы.
Решением Курганского облисполкома от 22 декабря 1966 года образован Песковский сельсовет.
Решением Курганского облисполкома от 17 августа 1987 года Песковский сельсовет перечислен в Юргамышский район.
Решением Малого Совета Курганского областного Совета народных депутатов от 2 марта 1992 года деревни Колесниково и Чистополье пеерчислены из Новопесковского сельсовета в Батуринский сельсовет Шадринского района.
Законом Курганской области от 29 декабря 2018 года упразднён Иванковский сельсовет.
Законом Курганской области от 10 декабря 2021 года № 145 в районе упразднены все сельсоветы, муниципальный район и входившие в его состав сельские поселения были преобразованы путём их объединения к 20 декабря 2021 года в муниципальный округ.

## Население
| 1926    | 1939    | 1959    | 1970    | 1979    | 1989    | 2002    |
| ------- | ------- | ------- | ------- | ------- | ------- | ------- |
| 39 916  | ↘30 906 | ↘26 030 | ↗36 541 | ↘30 352 | ↘26 444 | ↘22 076 |
| 2009    | 2010    | 2011    | 2012    | 2013    | 2014    | 2015    |
| ↘20 376 | ↘17 684 | ↘17 568 | ↘17 228 | ↘16 758 | ↘16 441 | ↘16 080 |
| 2016    | 2017    | 2018    | 2019    | 2020    | 2021    |         |
| ↘15 827 | ↘15 610 | ↘15 283 | ↘14 912 | ↘14 653 | ↘13 132 |         |

### Урбанизация
Городское население (рабочий посёлок Мишкино) составляет  50,37 % от всего населения района.

## Территориальное устройство
В рамках административно-территориального устройства, до 2021 года район делился на административно-территориальные единицы: 1 посёлок городского типа районного подчинения и 16 сельсоветов.
В рамках муниципального устройства, до 2021 года в одноимённый муниципальный район входили 17 муниципальных образований, в том числе 1 городское поселение и 16 сельских поселений.
| №        | Бывшее муниципальное образование | Административный центр  | Количество населённых пунктов | Население (чел.) | Площадь (км²) |
| -------- | -------------------------------- | ----------------------- | ----------------------------- | ---------------- | ------------- |
| 1e-06    | Городское поселение:             |                         |                               |                  |               |
| 1        | рабочий посёлок Мишкино          | рабочий посёлок Мишкино | 3                             | ↘6715            | 122,34        |
| 1.000002 | Сельские поселения:              |                         |                               |                  |               |
| 2        | Варлаковский сельсовет           | село Варлаково          | 2                             | ↘260             | 94,53         |
| 3        | Введенский сельсовет             | село Введенское         | 5                             | ↘585             | 200,39        |
| 4        | Восходский сельсовет             | село Восход             | 4                             | ↘782             | 186,83        |
| 5        | Гладышевский сельсовет           | село Гладышево          | 5                             | ↘782             | 183,82        |
| 6        | Дубровинский сельсовет           | село Дубровное          | 3                             | ↘469             | 164,30        |
| 6.000003 | Иванковский сельсовет            | деревня Малое Окунево   | 3                             | ↘212             | 93,26         |
| 7        | Кировский сельсовет              | село Кирово             | 2                             | ↘1380            | 124,82        |
| 8        | Коровинский сельсовет            | село Коровье            | 3                             | ↘338             | 133,77        |
| 9        | Краснознаменский сельсовет       | село Краснознаменское   | 4                             | ↘787             | 296,91        |
| 10       | Купайский сельсовет              | село Купай              | 3                             | ↘380             | 166,66        |
| 11       | Маслинский сельсовет             | село Масли              | 3                             | ↘175             | 170,60        |
| 12       | Мыркайский сельсовет             | село Мыркайское         | 2                             | ↘352             | 176,69        |
| 13       | Новопесковский сельсовет         | село Новые Пески        | 1                             | ↘179             | 88,85         |
| 14       | Островнинский сельсовет          | село Островное          | 3                             | ↘167             | 182,89        |
| 15       | Первомайский сельсовет           | село Первомайское       | 5                             | ↘280             | 260,41        |
| 16       | Рождественский сельсовет         | село Бутырское          | 1                             | ↘266             | 125,86        |
| 17       | Шаламовский сельсовет            | село Шаламово           | 4                             | ↘192             | 235,17        |

Законом Курганской области от 6 июля 2004 года в рамках организации местного самоуправления в границах района был создан муниципальный район, в составе которого были выделены 18 муниципальных образований: 1 городское поселение (рабочий посёлок) и 17 сельских поселений (сельсоветов).
Законом Курганской области от 29 декабря 2018 года, в состав Гладышевского сельсовета были включены все 3 населённых пункта упразднённого Иванковского сельсовета.
Законом Курганской области от 10 декабря 2021 года муниципальный район и все входившие в его состав городское и сельские поселения были упразднены и преобразованы путём их объединения в муниципальный округ; помимо этого были упразднены и сельсоветы района как его административно-территориальные единицы.

## Населённые пункты
В Мишкинском районе (муниципальном округе) 53 населённых пункта, в том числе один посёлок городского типа (рабочий посёлок) и 52 сельских населённых пункта.
| №  | Населённый пункт  | Тип             | Население | Бывшее муниципальное образование |
| -- | ----------------- | --------------- | --------- | -------------------------------- |
| 1  | Большое Окунево   | деревня         | ↘70       | Гладышевский сельсовет           |
| 2  | Бутырское         | деревня         | ↘128      | Гладышевский сельсовет           |
| 3  | Бутырское         | село            | ↘284      | Рождественский сельсовет         |
| 4  | Быдино            | деревня         | ↘1        | Введенский сельсовет             |
| 5  | Варлаково         | село            | ↘264      | Варлаковский сельсовет           |
| 6  | Введенское        | село            | ↘595      | Введенский сельсовет             |
| 7  | Восточная         | деревня         | ↘58       | Восходский сельсовет             |
| 8  | Восход            | село            | ↘806      | Восходский сельсовет             |
| 9  | Гаганово          | деревня         | ↘98       | Первомайский сельсовет           |
| 10 | Гладышево         | село            | ↘228      | Гладышевский сельсовет           |
| 11 | Двухозерная       | деревня         | ↘22       | Купайский сельсовет              |
| 12 | Дубровное         | село            | ↘489      | Дубровинский сельсовет           |
| 13 | Егорино           | деревня         | ↘6        | Шаламовский сельсовет            |
| 14 | Заречная          | деревня         | ↘16       | Первомайский сельсовет           |
| 15 | Зелёная Роща      | деревня         | ↘69       | Маслинский сельсовет             |
| 16 | Иванково          | село            | ↘47       | Гладышевский сельсовет           |
| 17 | Иванковское       | посёлок         | ↘129      | рабочий посёлок Мишкино          |
| 18 | Кирово            | село            | ↘1750     | Кировский сельсовет              |
| 19 | Кокуй             | деревня         | ↘60       | Дубровинский сельсовет           |
| 20 | Коровье           | село            | ↘381      | Коровинский сельсовет            |
| 21 | Корчажка          | деревня         | ↘0        | Первомайский сельсовет           |
| 22 | Краснознаменское  | село            | ↘932      | Краснознаменский сельсовет       |
| 23 | Красноярка        | деревня         | ↘17       | Кировский сельсовет              |
| 24 | Красноярка        | деревня         | →0        | Маслинский сельсовет             |
| 25 | Красный Дол       | деревня         | ↘0        | Первомайский сельсовет           |
| 26 | Купай             | село            | ↘377      | Купайский сельсовет              |
| 27 | Лебяжье           | деревня         | ↘139      | Краснознаменский сельсовет       |
| 28 | Логоушка          | деревня         | ↘2        | Краснознаменский сельсовет       |
| 29 | Малое Окунево     | деревня         | ↘172      | Гладышевский сельсовет           |
| 30 | Масли             | село            | ↘254      | Маслинский сельсовет             |
| 31 | Маслово           | деревня         | ↘91       | Островнинский сельсовет          |
| 32 | Мишкино           | рабочий посёлок | ↘6614     | рабочий посёлок Мишкино          |
| 33 | Могильная         | деревня         | ↘11       | Краснознаменский сельсовет       |
| 34 | Мокрушино         | деревня         | ↘36       | Шаламовский сельсовет            |
| 35 | Мыркайское        | село            | ↘236      | Мыркайский сельсовет             |
| 36 | Новые Пески       | село            | ↘179      | Новопесковский сельсовет         |
| 37 | Озерки            | деревня         | ↘51       | Коровинский сельсовет            |
| 38 | Островное         | село            | ↘126      | Островнинский сельсовет          |
| 39 | Первомайское      | село            | ↘334      | Первомайский сельсовет           |
| 40 | Пестово           | деревня         | ↘69       | Введенский сельсовет             |
| 41 | Плетни            | деревня         | ↘42       | Дубровинский сельсовет           |
| 42 | Речкалово         | деревня         | ↘17       | Введенский сельсовет             |
| 43 | Рытикова          | деревня         | ↘34       | Шаламовский сельсовет            |
| 44 | Сартасово         | деревня         | ↘108      | Варлаковский сельсовет           |
| 45 | Севостьяновка     | деревня         | ↘12       | Островнинский сельсовет          |
| 46 | Сладкое           | станция         | ↘114      | Введенский сельсовет             |
| 47 | Сладкокарасинское | деревня         | ↘84       | Восходский сельсовет             |
| 48 | Сосново           | деревня         | ↘245      | Мыркайский сельсовет             |
| 49 | Такташи           | деревня         | ↘49       | рабочий посёлок Мишкино          |
| 50 | Троицкое          | деревня         | ↘73       | Купайский сельсовет              |
| 51 | Шаламово          | село            | ↘236      | Шаламовский сельсовет            |
| 52 | Шумиловка         | деревня         | ↘0        | Коровинский сельсовет            |
| 53 | Щучье             | деревня         | ↘1        | Восходский сельсовет             |

### Упразднённые населённые пункты
В 2006 году упразднена деревня Плоская.

## Экономика
Основу экономики района составляет сельскохозяйственное производство. Предприятия района активно взаимодействуют с крупным южноуральским инвестором — агропромышленным объединением «Макфа». Основные предприятия перерабатывающей отрасли — ООО «Мишкинский комбинат хлебопродуктов», ОАО «Пищекомбинат Мишкинский», АО «Новая Пятилетка», ООО «Мишкинский продукт».

## Пресса
19 февраля 1931 года вышел первый номер газеты «Красный Уралец»,с 1965 года называется «Искра».
С 2012 года издаётся Информационный бюллетень «Официальный вестник Администрации Мишкинского района», с 2022 года — Информационный бюллетень «Официальный вестник Администрации Мишкинского муниципального округа».

## Известные жители
- Герой Советского Союза, родившийся на этой территории: М.Д. Медяков (1923—2005)
- Герои Социалистического Труда, родившиеся на этой территории: П.С. Богатырёв (1924—2003), Ф.А. Дружинин (1926—1996), К.М. Кононенко (1914—1983), А.А. Корнюхина (1934—2020), П.А. Томилов (1907—1974), А.И. Фёдоров (1904—1968)

### Руководители органов исполнительной власти

#### Глава Администрации Мишкинского района
- 5 сентября 1999 — декабрь 2004 — Баженов Сергей Николаевич

#### Глава Мишкинского района
- декабрь 2004 — 16 апреля 2008 — Баженов Сергей Николаевич, умер после операции[31]
- 20 октября 2008 — 17 сентября 2013 — Бородкин Владимир Геннадьевич
- 17 сентября 2013 — 26 ноября 2018 — Коротовских Петр Александрович
- 26 ноября 2018 — 2022 — Кудрявцев Сергей Анатольевич
- 18 мая 2022 — 26 декабря 2022 — Мамонтов Денис Владимирович, председатель ликвидационной комиссии; юридическое лицо Администрация Мишкинского района (ИНН 4514001602) ликвидировано 26 декабря 2022 года

#### Глава Мишкинского муниципального округа Курганской области
13 июля 2022 года зарегистрирована Администрация Мишкинского муниципального округа Курганской области (ИНН 4500002067)
- с 6 июля 2022 — Мамонтов Денис Владимирович

### Руководители органов законодательной власти

#### Председатель Мишкинской районной Думы
Мишкинская районная Дума сформировано в 1996 году в соответствии с Законом Курганской области от 05 февраля 1996 года № 37 «О местном самоуправлении в Курганской области» и Законом Курганской области от 22 июля 1996 года № 67 «О выборах депутатов представительных органов местного самоуправления Курганской области». В соответствии с Уставом района были избраны 10 депутатов.
- I созыв (выборы 24 ноября 1996 — 2000) — Заскалькин Леонид Георгиевич
- II созыв (выборы 26 ноября 2000 — 2004) — Николаев Дмитрий Евгеньевич

В соответствии с Уставом района были избраны 15 депутатов.
- III созыв (выборы 28 ноября 2004 — 2010) — Данин Сергей Аркадьевич
- IV созыв (выборы 14 марта 2010 — 2015) — Кокорина Лариса Ивановна
- V созыв (выборы 13 сентября 2015 — 2020) — Сажин Виктор Владимирович
- VI созыв (выборы 13 сентября 2020 — 2022) — Сажин Виктор Владимирович; с 18 мая 2022 года — председатель ликвидационной комиссии, юридическое лицо Мишкинская районная Дума (ИНН 4514101100) ликвидировано 20 декабря 2022 года.

#### Председатель Думы Мишкинского муниципального округа
1 июня 2022 года зарегистрирована Дума Мишкинского муниципального округа Курганской области (ИНН 4500001458). 
- I созыв (выборы 24 апреля 2022 — 2027) — Сажин Виктор Владимирович